# Hyperthaema orbicularis
Hyperthaema orbicularis là một loài bướm đêm thuộc phân họ Arctiinae, họ Erebidae.